# Ålviken

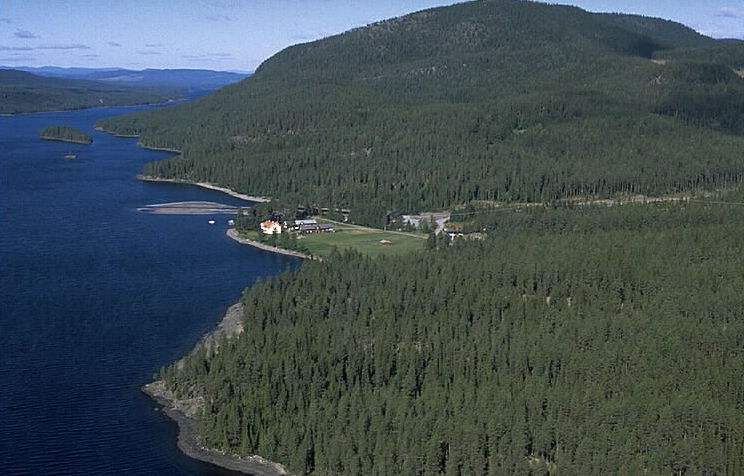
Flygfoto över Ålviken från 1996.

Ålviken, en liten by i Krokoms kommun, Jämtlands län, ligger 40 km nordväst Föllinge vid Hotagssjöns strand vid Foskvattsåns utlopp.
De första nybyggarna kom 1756 till Ålviken vid Hotagens strand, långt ifrån vägar och andra nybyggen. Eftersom nybygget låg så avlägset var man tvungna att klara sig själva på gården. Av den anledningen byggde man både såg, spånklyv och kvarn som drevs av vattnet i Foskvattsån. Mellan 1944 och 1990 hade man även eget elkraftverk i ån. 
År 1882 såldes hemmanet i Ålviken med tillhörande skog till skogsbolaget Tunadal AB, och några år därefter byggde bolaget upp en stor ljusmålad huvudbyggnad som kom att användas som bostad för bolagets förvaltare. I början på 1900-talet friköptes byggnationerna samt inägor och husbehovsskog av dåvarande arrendatorn. Fortfarande finns en stor del av byggnadsbeståndet bevarat. Gårdens äldsta byggnad lär vara ett härbre från 1790-talet. Även kvarn, såg, spånklyv och kraftverk finns kvar. Aktivt jordbruk upphörde 1969. 